# جون وايت تشادويك
جون وايت تشادويك (بالإنجليزية: John White Chadwick)‏ هو عالم عقيدة وشاعر أمريكي، ولد في 19 أكتوبر 1840 في ماربلهيد في الولايات المتحدة، وتوفي في 11 ديسمبر 1904.